# Louis-Philippe Loncke
Pour les articles homonymes, voir Loncke.
Louis-Philippe Loncke, est un explorateur  belge, aventurier et conférencier motivationnel. En 2008, il réalise une première mondiale en traversant à pied la longueur du désert de Simpson en passant par son centre géographique. En 2018, il traverse la Tasmanie en plein hiver austral sans réapprovisionnement et se fait surnommer le Mad Belgian par les Australiens,.

## Biographie et formation
Louis-Philippe est né à Mouscron en Belgique dans une famille de fabricants de meubles. Il fait des études d’ingénieur à l’ECAM à Bruxelles, un Master en gestion industrielle à la Katholieke Universiteit Leuven et la gestion de trésorerie à l’école de gestion de l’université d'Anvers.

## Carrière

### Consultant en management
Il commence sa carrière dans la logistique. Depuis 1999, il a travaillé dans plus de dix entreprises internationales occupant diverses fonctions. Il travaille comme consultant en management depuis 2007 principalement dans les TIC. Les aptitudes qu’il acquiert dans le monde de l’entreprise lui permettent de planifier efficacement ses expéditions. Il est autodidacte en photographie, référencement du web, marketing et communications. Entre 2006 et 2013, il est bénévole dans l’association Art in All of us et est devenu membre du comité directeur en 2010.

### Aventurier et explorateur
Louis-Philippe commence à voyager seul en 2000. En 2002, il est envoyé en mission à Singapour où il suit des formations en plongée sous-marine. Pour assouvir sa passion, il voyage un an en Océanie entre 2004 et 2005. Il commence la randonnée et devient curieux des voyages d’aventuriers et explorateurs ; il s’intéresse à l’exploration après avoir été inspiré par le film mondialement primé Alone across Australia (en). À son retour en Belgique, il rencontre l’auteur et aventurier français Sylvain Tesson qui l’encourage à continuer. Louis-Philippe repart en 2006 vers l’Australie pour réaliser ses trois premières expéditions.
La première traversée de la partie sauvage de la Tasmanie en solitaire et autonomie est sans doute la plus périlleuse des trois, ce qui lui apporte les premiers sponsors et la reconnaissance parmi les explorateurs australiens. Après avoir passé un an en Australie, il revient dans son pays natal et commence à préparer  une série d’expéditions premières mondiales, la première étant une tentative de traversée du désert de Simpson sur sa plus longue distance.
Il organise des expéditions pour la bonne cause impliquant la création de buzz dans les médias incluant l’organisation de la plus haute dégustation de chocolat sur l’Everest. En juillet 2010, il réalise un trek à travers l’Islande entre les latitudes extrêmes Nord et Sud. Il parodie une vidéo de promotion sur l’Islande qui devient virale sur Internet. Il annonce son retour en Islande pour une tentative hivernale du trajet. Ses expéditions dans le Simpson et en Islande suivent un programme scientifique de la MSH Paris nommé Stress et prise de décision en environnement extrême.

## Expéditions

### Premières mondiales
- 2006 - traversée du Parc national MacDonnell Ouest en autonomie complète[9]
- 2006 - traversée de l’île Fraser en autonomie complète
- 2007 - traversée de la partie sauvage de la Tasmanie sans réapprovisionnement
- 2008 - traversée du désert de Simpson en autonomie complète du Nord au Sud en passant par le centre géographique[10],[11]
- 2010 - traversée de l’Islande en autonomie complète entre les latitudes extrêmes en été[12],[13].
- 2011 - BelgiKayak, le tour de la Belgique en kayak sur les canaux[14],[15]
- 2012 - traversée de la Pologne à propulsion humaine depuis le Mont Rysy à travers les Tatras à pied puis jusqu'à la mer Baltique, en kayak sur la Vistule[16]. Il a présenté cette expédition à TEDxWarsaw 2013[17].
- 2013 - TitiKayak avec Gadiel Sánchez Rivera. Tour complet du lac Titicaca en kayak. Création du premier inventaire photographique géolocalisé du lac: prise de coordonnées GPS de la limite entre l'eau et la terre ainsi que photographies du paysage d'arrière-plan. Ils ont également pris des photos subaquatiques de la côte Bolivienne Nord afin de localiser l'habitat de la grenouille géante Telmatobius culeus[18],[19],[20],[21]. Il relate cette expédition à TEDxFlanders[22].
- 2015 - traversée du Parc national de la vallée de la Mort du Nord au Sud en autonomie complète[23],[24].
- 2016 - Salar Trek 2. Traversée des salar d'Uyuni et salar de Coipasa à pied. Ces deux déserts de sel se trouvent sur l'Altiplano Bolivien et proviennent du Lac Tauca[25],[26],[27].
- 2018 - Tasmania Winter Trek. Traversée du Nord au Sud de la Tasmanie en hiver austral, sans réapprovisionnement, sans utiliser des routes ou pistes et dormant uniquement sous tente[28],[29].
- 2020 - HRP2020. Traversée des Pyrénées de l'océan Atlantique à la Mer Méditerranée, sans réapprovisionnement, sans assistance et dormant uniquement sous tente; et gravissant le sommet du Pic Aneto. Son trajet suit une variante de la HRP[30],[31],[32],[33],[34],[35].
- 2021 - Il randonne et packraft l'entièreté de la randonnée du Kungsleden en autonomie complète et sans assistance, gravissant au passage le mont Skierfe et les sommets nord et sud du Kebnekaise[36],[37],[38],[39],[40],[41].
- 2023 - GTA2023. Traversée des Alpes françaises de la mer Méditerranée au lac Léman, sans réapprovisionnement, sans assistance et dormant uniquement sous tente. Il a suivi la Grande Traversée des Alpes (GTA) de Nice à Thonon-les-Bains[42],[43],[44],[45].

### Expéditions culturelles et caritatives
- 2009 - expédition Chocolate Sherpa vers le camp de base de l’Everest[46]

### Expéditions scientifiques et diverses
- 2013 - Cordell expedition sur l'île de Clipperton. Expédition scientifique et DXpédition avec l'indicatif TX5K[47],[48],[49]
- 2013 - Expédition Río Marañón. A participé à 6 jours sur les 31 jours de rafting et kayak de la partie supérieure de la rivière.
- 2013 - Salar trek expedition. Il a tenté -mais échoué- de traverser le Salar de Coipasa et le Salar d'Uyuni à pied en autonomie complète[50],[51].
- 2016 : Traversée partielle du désert de Simpson en autonomie complète d'Ouest en Est en passant par le centre géographique[52],[53].
- 2024 - Tentative de double traversée du désert de Simpson sur plus de 1000km. Abandon pour cause de légère blessure et poids de charrette trop importante[54],[55]

## Challenges
- 2020 - Le "Everest Bueren Challenge", gravir et descendre la Montagne de Bueren 135 fois avec un sac à dos de  15kg sur le dos[56],[57].
- 2021 - "Confiné dans ma tente", vivre 1 semaine sur une plateforme de 5m² suspendue à 10m au dessus du sol[58],[59],[60].
- 2022 - Record de vitesse en autonomie du GR 70 Chemin de Stevenson[61],[62].

## Films
À partir de 2021, il a commencé à produire des films sur ses expéditions et ses défis. Les films sont mis en ligne ou projetés lors de festivals.
- 2021 - The Mad Belgian: Keep walking[63]
- 2022 - The Mad Belgian: Confined in My Tent[64]

## Prix et distinctions honorifiques

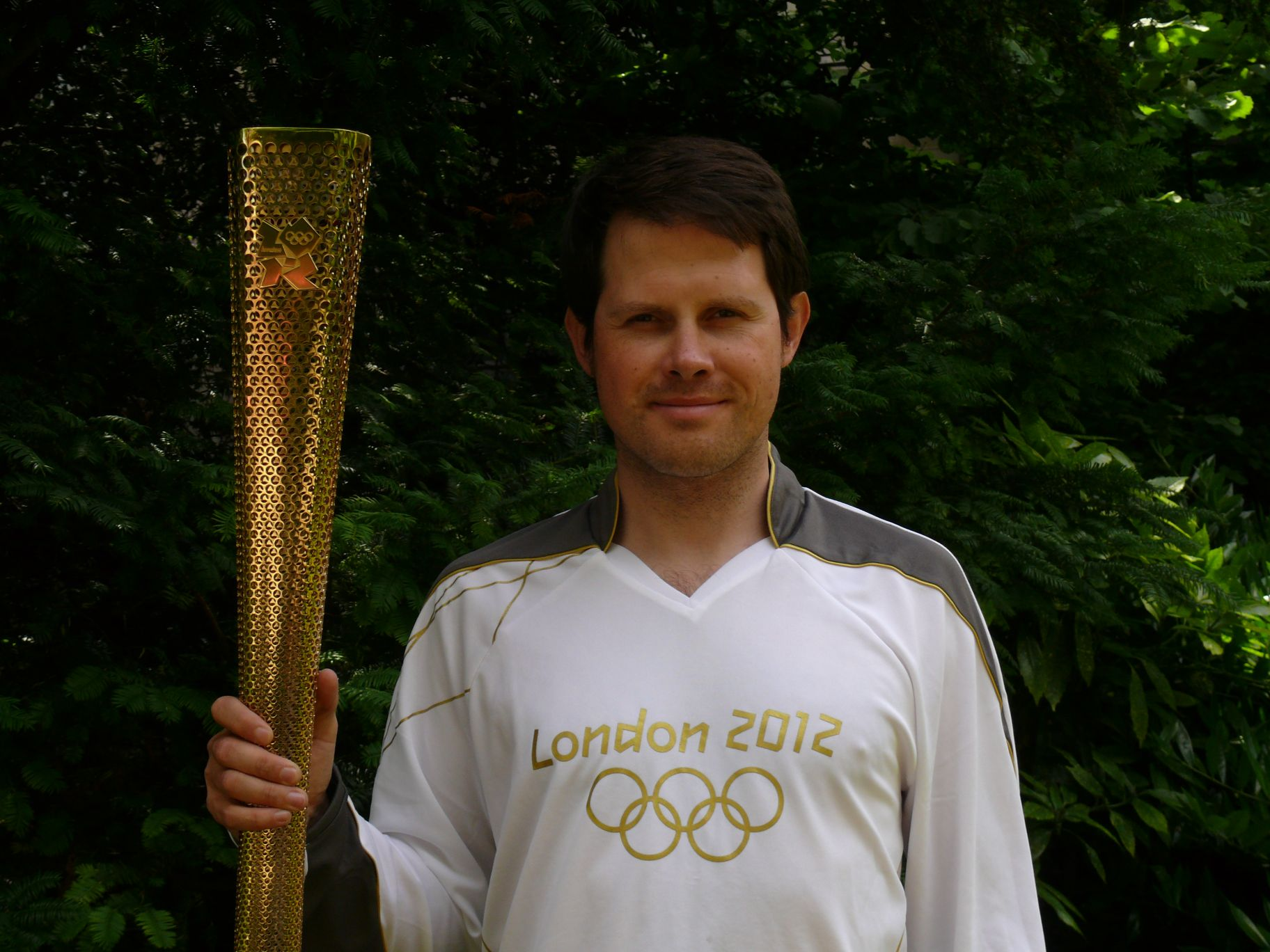
Louis-Philippe Loncke portant la torche olympique

- En 2009, il reçoit le prix du jeune talent de l’année des Baillis de Mouscron[65].
- Le magazine australien Outer Edge nomme dans son édition de février-mars 2011 sa traversée du désert de Simpson dans le top 10 des expéditions Australie jusqu’au bord de la raison[66].
- Il est admis dans l’Explorers Club en 2010[67] et devient membre Fellow en 2014.
- Il devient Fellow de la Royal Geographical Society en 2011.
- En septembre 2011, le Jane Goodall Institute Belgique le choisit comme ambassadeur du programme Roots and Shoots[68].
- Il a été sélectionné par le LOCOG pour porter la flamme olympique à travers Choppington le 15 juin 2012[69].
- Finaliste du concours Photoshoot Awards OCEAN 2013, catégorie Pollution[70].
- Au parlement Européen à Bruxelles, le 7 mai 2014, Jane Goodall le fait Chevalier du Jane Goodall Institute pour la jeunesse, les animaux et les plantes de l'ordre de l'iguane.
- A la foire ISPO à Munich, il recoit le prix de l'Aventurier Européen de l'année 2016[71],[72],[73].
- Il est intronisé Bailli d'Honneur de Mouscron en octobre 2017[74]
- Placé #3 du Top 10 des expéditions de 2018 selon to ExplorersWeb[75]